# أبرين

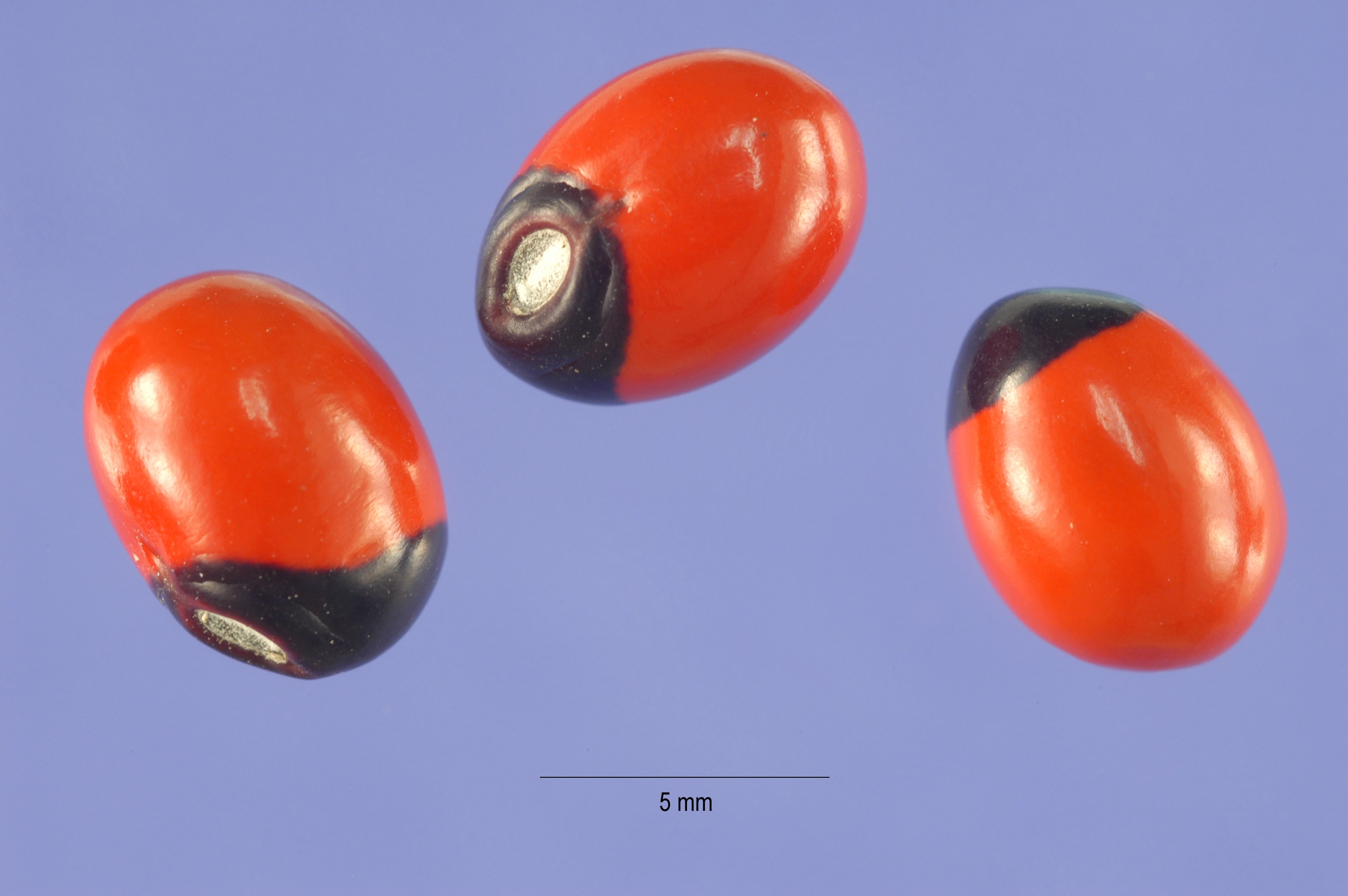
بذور عين العفريت تحتوي سم الأبرين.

الأبرين هو سم طبيعي موجود في بذور نبات يسمى عين العفريت. وهي بذور حمراء مع بقعة سوداء تغطي أحد النهايتين. الأبرين يشبه سم الرِيسين الموجود في بذور الخروع، إلا أن سمية الأبرين أعلى بكثير. الأبرين يمكن أن يستعمل على شكل مسحوق أو رذاذ أو حبوب، ويمكن أيضا إذابته في الماء. لون مسحوقه أبيض مصفر. الأبرين كمادة كيميائية مستقر جدا، وهذا يعني انه يمكن ان يبقى فعالا لفترة طويلة في الظروف البيئية القاسيه مثل الحرارة المرتفعة جدا أو الباردة جدا. يجب الانتباه أنه لا يوجد ترياق لسم الأبرين.